# Souvigné (Deux-Sèvres)
Souvigné – miejscowość i gmina we Francji, w regionie Nowa Akwitania, w departamencie Deux-Sèvres.
Według danych na rok 1990 gminę zamieszkiwało 758 osób, a gęstość zaludnienia wynosiła 29 osób/km² (wśród 1467 gmin regionu Poitou-Charentes Souvigné plasuje się na 402. miejscu pod względem liczby ludności, natomiast pod względem powierzchni na miejscu 233.).